# Erich Klann
 (mai 2018).
Si vous disposez d'ouvrages ou d'articles de référence ou si vous connaissez des sites web de qualité traitant du thème abordé ici, merci de compléter l'article en donnant les références utiles à sa vérifiabilité et en les liant à la section « Notes et références ».
Erich Klann, né le 11 avril 1987 à Almaty, est un danseur, chorégraphe, coach sportif, entrepreneur et animateur allemand d'origine russo-kazakh.

## Biographie
Erich Klann est arrivé en Allemagne avec sa famille à l'âge de 3 ans en tant qu'émigrant allemand soviétique. Il a commencé à danser à l'âge de 9 ans. Depuis les années 1990, il a participé en tant qu'amateur à des tournois de danses latines.
Après avoir terminé ses études secondaires, il est parti en Roumanie, où il est devenu trois fois champion de Roumanie en danse standard et en danse latine. Depuis 2008, il vit à nouveau en Allemagne ou il a dansé en catégorie S pour la danse de salon et pour les danses latines au club de sport TV 1875 Paderborn (de), pour lequel il a également travaillé comme entraîneur. Erich Klann appartenait à l'escouade fédérale latine.

## Carrière télévisuelle
Erich Klann s'est fait connaître auprès d'un large public en tant que partenaire de la chanteuse allemande Kristina Bach, dans l'émission Let's Dance, diffusée sur RTL. Sa partenaire a cessé de danser à la quatrième saison en raison d'une hernie discale, ils seront positionnées à la septième place. À la cinquième saison, il remporte la première place aux côtés de la gymnaste allemande Magdalena Brzeska (de). Dans la sixième saison, il atteint la quatrième place avec Simone Ballack. Lors de la saison « Spécial Noël 2013 », il remporte une deuxième fois la première place aux côtés de la gymnaste allemande Magdalena Brzeska (de).
Lors de la septième saison, Eric Klann est positionné en cinquième place aux côtés de la mannequin néerlandaise Lilly Becker (de), le couple a pris sa retraite lors de la sixième saison. Un an plus tard, il est positionné en treizième place aux côtés de la pilote automobile allemande Cora Schumacher (de). Durant la neuvième saison, il a remporté la première place aux côtés de la chanteuse autrichienne Victoria Swarovski.
En 2017, il est positionné en cinquième place aux côtés de la patineuse de vitesse allemande Anni Friesinger-Postma. En 2018, il est positionné en deuxième place aux côtés de l'entrepreneuse germano-américaine Judith Williams (de). En 2019, il est positionné en huitième place aux côtés de l’athlète allemande Sabrina Mockenhaupt. En 2020, il est positionné en cinquième place avec l'humoriste allemande Ilka Bessin (de).

### Autres activités
Klann et Nechiti travaillent comme chorégraphes et professeurs de danse et de fitness pour trois clubs de sport de danse à Cassel, Warburg et Paderborn. En 2017, ils exploitent également l'école de danse Millennium Tanzschule dans le quartier Elsen de Paderborn,.
Le 27 août 2017, Erich Klann participe en tant que chroniqueur invité à l'émission de divertissement ZDF-Fernsehgarten, diffusé sur la chaine de TV allemande ZDF, il se rend dans les caraïbes avec Oana Nechiti. Cependant, les deux ne s'affrontent pas dans une danse, mais dans un duel de cuisine. Ce sont des histoires auxquelles seuls Andrea Kiewel et les créateurs du jardin télévisé peuvent penser. Au moins, ils bénéficient du soutien des chefs cuisiniers, Mario Kotaska (de) et Sybille Schönberger (de),,.
Il est envoyé en Géorgie aux côtés du danseur russe Valentin Lusin (de), pour apprendre le Kazbeguri, une danse traditionnelle de montagne dans l'émission Llambis Tanzduell (de), une émission créée en 2019 par le danseur allemand Joachim Llambi,.
En juin 2020, il participe à l'émission de Talk Show Die ultimative Chartshow (de), animé par l'animateur de télévision allemand Oliver Geissen, avec sa compagne, la danseuse Oana Nechiti,.

## Controverse
Oana Nechiti et Erich Klann, eux-mêmes en couple, dénonce la discussion sur le sujet du baiser qui n'est pas très bien accueillie de leurs parts. Il déclare :  «Bien sûr, c'était un numéro de danse romantique et ils ont tous les deux très bien dansé la valse viennoise. Mais pourquoi ces allusions au baiser reviennent-elles», le couples de danseurs conclues «Danse ou pas du tout - Parlons-en», qui a débuté parallèlement à l'émission d'introduction fin février.
Oana évoque : «Je me souviens quand j'ai dansé avec Bela Klentze en 2018. Je me souviens que Joachim Llambi me disait: Tu dois le casser ! Vous devez le casser, comme Erich à l'époque, Jorge González a également dit quelque chose que je ne veux pas répéter ici».
Le couple critique pourquoi de telles rumeurs sont alimentées encore et encore, même si elles sont manifestement fausses, «Notre fils nous à toujours tellement manqué quand nous avons participé au spectacle», explique Oana, et termine : «Comment expliquer ce que j'ai dit à mon enfant?»,.

## Clips
Il danse aux côtés de sa compagne, la danseuse roumano-allemande Oana Nechiti, dans le clip du chanteur allemand Xavier Naidoo, et du groupe de dancehall allemand Culcha Candela,.

## Vie privée
Depuis 2009, Erich Klann est en couple avec la danseuse roumano-allemande Oana Nechiti, avec qui il a eu un fils en 2012, prénommé Nikolas. Son frère, Robert Klann, exerce également le métier de danseur de compétition et d'entraîneur. En octobre 2021, Le couple attendent leurs deuxième enfant. Le couple accueille leurs deuxième fils le 23 mars 2022, prénommé Liam.

## Partenaires de danse célèbres
À partir de 2011, Erich Klann intègre l'équipe de danseurs professionnels de l'émission Let's Dance sur RTL. Il a pour partenaires :
| Saison            | Partenaire             | Place |
| ----------------- | ---------------------- | ----- |
| 4                 | Kristina Bach          | 7.    |
| 5                 | Magdalena Brzeska (de) | 1.    |
| 6                 | Simone Ballack         | 4.    |
| Spécial Noël 2013 | Magdalena Brzeska      | 1.    |
| 7                 | Lilly Becker (de)      | 5.    |
| 8                 | Cora Schumacher (de)   | 13.   |
| 9                 | Victoria Swarovski     | 1.    |
| 10                | Anni Friesinger-Postma | 11.   |
| 11                | Judith Williams (de)   | 2.    |
| 12                | Sabrina Mockenhaupt    | 8.    |
| 13                | Ilka Bessin (de)       | 5.    |

## Télévision

### Animation
- 2017 : ZDF-Fernsehgarten (1 épisode), sur ZDF : Chroniqueur invité

### Participation
- 2020 : Llambis Tanzduell (de) (5e épisode, 1ère saison), sur RTL : Candidat
- 2020 : Die ultimative Chartshow (de), sur RTL : Candidat

## Vidéographie

### Clips vidéos
| Année | Titre    | Artiste                 |
| ----- | -------- | ----------------------- |
| 2019  | Anmut    | Xavier Naidoo ft. Klotz |
| 2020  | Ratatang | Culcha Candela          |